# Босман, Жан-Марк
Жан-Марк Босма́н (фр. Jean-Marc Bosman; 30 октября 1964, Льеж) — бельгийский футболист, полузащитник. Прославился не своими футбольными достижениями, а судебными разбирательствами, в результате которых в европейском футболе была полностью изменена трансферная система.

## Карьера
Жан-Марк Босман начал карьеру в клубе «Стандард» из Льежа. Там он провёл 5 сезонов, сыграв в 86 матчах и забив 3 гола. В сезоне 1985/86 Босман занял с клубом третье место в чемпионате Бельгии, а в сезонах 1983/84 и 1987/88 выходил в финал Кубка Бельгии. В то же время он играл в составе молодёжной сборной Бельгии, был капитаном команды.
В 1988 году Босман перешёл в клуб «Льеж», заплативший за переход игрока 66 тыс. фунтов. Он подписал контракт на два года с заработной платой в 120 тыс. бельгийских франков. По окончании срока действия контракта он захотел перейти в «Дюнкерк», предложивший ему договор на год с заработной платой в 100 тыс. бельгийских франков. Однако «Льеж», в соответствии с действовавшим в то время в европейском футболе законодательством, предложил продлить договор с понижением заработной платы на 60 %, а затем на 75 % (30 тыс. французских франков), что являлось минимальным для чемпионата Бельгии. Когда полузащитник отказался, «Льеж» выставил его на трансфер и запросил за переход игрока 11 743 млн бельгийских франков (около 1 млн долларов).
Тогда в августе 1990 года Жан-Марк, посредством адвоката Жан-Луи Дюпона, обратился в суд. По его требованию, он желал изменить законодательство, согласно которому клуб мог получать денежные средства за переход игрока, имея лишь завершившийся контракт. Позже были затребованы изменения всего клубного футбола, включая квоты УЕФА, согласно которым клуб мог заявить на игру не более трёх иностранных игроков (плюс двоих «натурализованных» — отыгравших в стране более пяти лет). 15 декабря 1995 года дело было окончательно решено в пользу Босмана. Футболист получил компенсацию за вынужденный простой в размере 500 тыс. долларов, ещё 70 тыс. собрали для него другие футболисты. Также было признано, что лимит на иностранных футболистов не может распространяться на граждан стран, входящих в Европейский союз. Таким образом, «иностранными» футболистами, на которых распространяется «правило 3+2» стали считаться только выходцы из стран, не входящих в Евросоюз. Позже и это правило было пересмотрено после дела Симутенкова.
Несмотря на победу в суде, далее карьера игрока не заладилась: он выступал за небольшие команды французских и бельгийских низших дивизионов: «Олимпик» (Сен-Кантен) во втором французском дивизионе, «Сен-Дени» в региональной лиге, «Олимпик» (Шарлеруа) в третьем бельгийском дивизионе и клубе «Визе» в любительской лиге чемпионата Бельгии.

## Личная жизнь
Босман был женат. У него родилась дочь. Но после отказа «Льежа» продать игрока, футболист остался без денег. Ему нечем было платить за квартиру. Супруга ушла от него. Жан-Марк оставил ей и дочери всё своё имущество и переехал к родителям. Там он ночевал в гараже, не желая их стеснять. Так продолжалось почти два с половиной года.
В 2013 году Босман был приговорен к тюремному заключению сроком на один год условно за нападение в 2011 году на свою тогдашнюю подругу и её дочь якобы в связи с отказом подруги налить ему алкоголь.
В настоящее время Босман — безработный, он живёт исключительно на пожертвования Международной федерации ассоциаций профессиональных футболистов.